# 1971年至1972年NBA賽季
1971-72赛季是NBA第26个赛季，洛杉矶湖人4:1击败纽约尼克斯获得总冠军。

## 值得注意的事情
- 1972年NBA全明星赛在加利福尼亚州英格尔伍德举行，西部明星队112-110击败东部明星队，洛杉矶湖人球员杰里·韦斯特获得MVP.

## 成绩

### 东部联盟
| 球队                | 胜 | 负 | 胜率 | 落后 |
| ------------------- | -- | -- | ---- | ---- |
| 波士顿凯尔特人（1） | 56 | 26 | .683 | -    |
| 纽约尼克斯（2）     | 48 | 34 | .585 | 8    |
| 费城76人            | 30 | 52 | .366 | 26   |
| 布法罗勇士          | 22 | 60 | .268 | 34   |

| 球队              | 胜 | 负 | 胜率 | 落后 |
| ----------------- | -- | -- | ---- | ---- |
| 巴尔的摩子弹（3） | 38 | 44 | .463 | -    |
| 亚特兰大老鹰（4） | 36 | 46 | .439 | 2    |
| 辛辛那提皇家      | 30 | 52 | .366 | 8    |
| 克里夫兰骑士      | 23 | 59 | .280 | 15   |

### 西部联盟
| 球队              | 胜 | 负 | 胜率 | 落后 |
| ----------------- | -- | -- | ---- | ---- |
| 密尔沃基雄鹿（2） | 63 | 19 | .768 | -    |
| 芝加哥公牛（3）   | 57 | 25 | .695 | 6    |
| 菲尼克斯太阳      | 49 | 33 | .598 | 14   |
| 底特律活塞        | 26 | 56 | .317 | 37   |

| 球队            | 胜 | 负 | 胜率 | 落后 |
| --------------- | -- | -- | ---- | ---- |
| 洛杉矶湖人（1） | 69 | 13 | .841 | -    |
| 金州勇士（4）   | 51 | 31 | .622 | 18   |
| 西雅图超音速    | 47 | 35 | .573 | 22   |
| 休斯顿火箭      | 34 | 48 | .415 | 35   |
| 波特兰开拓者    | 18 | 64 | .220 | 51   |

|  | 赛区冠军 |

|  | 进入季后赛 |

|  | 最后的总冠军 |

(1)-（5）种子排名

## 个人数据统计
| 项目         | 球员                   | 球队         | 数据  |
| 平均每场得分 | 卡里姆·阿卜杜勒·贾巴尔 | 密尔沃基雄鹿 | 34.8  |
| 平均每场篮板 | 威尔特·张伯伦          | 洛杉矶湖人   | 19.2  |
| 平均每场助攻 | 杰里·韦斯特            | 洛杉磯湖人   | 9.7   |
| 投篮命中率   | 威尔特·张伯伦          | 洛杉矶湖人   | 64.9% |
| 罚篮命中率   | 杰克·马林              | 巴尔的摩子弹 | 89.4% |

## NBA奖项
- 最有价值球员：卡里姆·阿卜杜勒·贾巴尔（密尔沃基雄鹿）
- 最佳新秀：西德尼·威克斯（波特兰开拓者）
- 最佳教练：比尔·沙尔曼（洛杉矶湖人）

NBA最佳阵容一队：
- 卡里姆·阿卜杜勒·贾巴尔（密尔沃基雄鹿）
- 斯宾瑟·海伍德（西雅图超音速）
- 约翰·哈夫利切克（波士顿凯尔特人）
- 杰里·韦斯特（洛杉矶湖人）
- 沃尔特·弗雷泽（纽约尼克斯）

NBA最佳阵容二队：
- 阿奇·克拉克（巴尔的摩子弹）
- 鲍伯·乐福（芝加哥公牛）
- 比利·康宁汉姆（费城76人）
- 奈特·阿奇博尔德（辛辛那提皇家）
- 威尔特·张伯伦（洛杉矶湖人）

NBA最佳新秀阵容：
- 西德尼·威克斯（波特兰开拓者）
- 克利福德·雷（芝加哥公牛）
- 奥斯汀·卡尔（克里夫兰骑士）
- 埃尔摩尔·史密斯（布法罗勇士）
- Phil Chenier（巴尔的摩子弹）

NBA最佳防守阵容一队：
- 戴夫·德布斯切尔（纽约尼克斯）
- 约翰·哈夫利切克（波士顿凯尔特人）
- 威尔特·张伯伦（洛杉矶湖人）
- 杰里·韦斯特（洛杉矶湖人）
- 沃尔特·弗雷泽（纽约尼克斯）（并列）
- 杰里·斯隆（芝加哥公牛）（并列）

NBA最佳防守阵容二队：
- 保罗·西拉斯（菲尼克斯太阳）
- 鲍伯·乐福（芝加哥公牛）
- 内特·瑟蒙德（金州勇士）
- 诺姆·凡·利尔（芝加哥公牛）
- 唐·切尼（波士顿凯尔特人）